# Liste der Stolpersteine in Bad Oeynhausen
Die Liste der Stolpersteine in Bad Oeynhausen enthält alle Stolpersteine, die im Rahmen des gleichnamigen Projekts von Gunter Demnig in Bad Oeynhausen verlegt wurden. Mit ihnen soll an Opfer des Nationalsozialismus erinnert werden, die in Bad Oeynhausen lebten und wirkten.

## Verlegte Stolpersteine
| Adresse                   | Verlege- datum | Person, Inschrift                                                                                       | Bild | Anmerkung                                                                                          |
| ------------------------- | -------------- | --- | --- | -------------------------------------------------------------------------------------------------- |
| Parkstraße 12 ·           | 20. März 2010  | Hier wohnte Max Grunsfeld Jg. 1871 verhaftet 19.9.1944 Arbeitslager Lahde tot 29.9.1944                 | | |
| Wiesenstraße 28 ·         | 26. Nov. 2011  | Hier wohnte Rosa Berlinger Jg. 1850 deportiert 1942 Theresienstadt tot 8.8.1942                         | | |
| Wiesenstraße 28 ·         | 26. Nov. 2011  | Hier wohnte Benjamin Berlinger Jg. 1886 deportiert 1942 ermordet im Ghetto Warschau                     | | |
| Wiesenstraße 28 ·         | 26. Nov. 2011  | Hier wohnte Frieda Berlinger geb. Baumgarten Jg. 1888 deportiert 1942 ermordet im Ghetto Warschau       | | |
| Wiesenstraße 28 ·         | 26. Nov. 2011  | Hier wohnte Siegfried Berlinger Jg. 1920 deportiert 1942 ermordet im Ghetto Warschau                    | | |
| Wiesenstraße 28 ·         | 26. Nov. 2011  | Hier wohnte Manfred Berlinger Jg. 1925 deportiert 1942 ermordet im Ghetto Warschau                      | | |
| Weststraße 8a ·           | 26. Nov. 2011  | Hier wohnte Julie Bibro Jg. 1886 gedemütigt / entrechtet Flucht in den Tod 10.7.1942                    | | |
| Weststraße 8a ·           | 26. Nov. 2011  | Hier wohnte Hedwig Bibro Jg. 1891 deportiert 1942 Ziel unbekannt ermordet                               | | |
| Weststraße 8a ·           | 26. Nov. 2011  | Hier wohnte Lotte Caro Jg. 1895 deportiert 1942 ermordet in Auschwitz                                   | | |
| Röhn 63 · Volmerdingsen · | 4. Nov. 2012   | Rhön 63 wohnte Hermann Grünenklee Jg 1889 deportiert 1941 Riga ermordet                                 | | Ersatzverlegeort Volmerdingsener Ecke Öhringsener Straße – Rhön (Röhn) 63 war 1941 Rhön (Röhn) 310 |
| Röhn 63 · Volmerdingsen · | 4. Nov. 2012   | Rhön 63 wohnte Berta Grünenklee geb. Josephson Jg 1886 deportiert 1941 Riga ermordet                    | | Ersatzverlegeort Volmerdingsener Ecke Öhringsener Straße – Rhön (Röhn) 63 war 1941 Rhön (Röhn) 310 |
| Röhn 63 · Volmerdingsen · | 4. Nov. 2012   | Rhön 63 wohnte Heinz Grünenklee Jg 1920 verhaftet 1941 tot in Buchenwald                                | | Ersatzverlegeort Volmerdingsener Ecke Öhringsener Straße – Rhön (Röhn) 63 war 1941 Rhön (Röhn) 310 |
| Röhn 63 · Volmerdingsen · | 4. Nov. 2012   | Rhön 63 wohnte Ilse Grünenklee Jg 1922 deportiert 1941 Riga ermordet                                    | | Ersatzverlegeort Volmerdingsener Ecke Öhringsener Straße – Rhön (Röhn) 63 war 1941 Rhön (Röhn) 310 |
| Wielandstraße 1 ·         | 21. Sep. 2013  | Hier wohnte Ludwig Louis Back Jg. 1873 deportiert 1942 Theresienstadt ermordet 1942 Treblinka           | | |
| Mindener Straße 23 ·      | 7. März 2015   | Hier wohnte Jeanette Rosenbaum geb. Rosenbaum Jg. 1881 deportiert 1942 Ghetto Warschau ermordet         | Bild gesucht Die Wikipedia wünscht sich an dieser Stelle ein Bild vom Ort mit diesen Koordinaten 52.2077542 8.8038188 . Motiv: Mindener Straße 23: die Stolpersteine für die Familien Frank und Rosenbaum, die Lage und das Haus Falls du dabei helfen möchtest, erklärt die Anleitung , wie das geht. BW | |
| Mindener Straße 23 ·      | 7. März 2015   | Hier wohnte Willi Rosenbaum Jg. 1879 deportiert 1942 Ghetto Warschau ermordet                           | Bild gesucht Die Wikipedia wünscht sich an dieser Stelle ein Bild vom hier behandelten Ort. Falls du dabei helfen möchtest, erklärt die Anleitung , wie das geht. BW | |
| Mindener Straße 23 ·      | 7. März 2015   | Hier wohnte Grete Rosenberg geb. Frank Jg. 1913 Umzug 1930 Berlin deportiert 1942 ermordet in Auschwitz | Bild gesucht Die Wikipedia wünscht sich an dieser Stelle ein Bild vom hier behandelten Ort. Falls du dabei helfen möchtest, erklärt die Anleitung , wie das geht. BW | |
| Mindener Straße 23 ·      | 7. März 2015   | Hier wohnte Ida Frank geb. Silberbach Jg. 1877 deportiert 1942 ermordet in Auschwitz                    | Bild gesucht Die Wikipedia wünscht sich an dieser Stelle ein Bild vom hier behandelten Ort. Falls du dabei helfen möchtest, erklärt die Anleitung , wie das geht. BW | |
| Mindener Straße 23 ·      | 7. März 2015   | Hier wohnte Else Rosenbaum Jg. 1908 deportiert 1942 Ghetto Warschau ermordet                            | Bild gesucht Die Wikipedia wünscht sich an dieser Stelle ein Bild vom hier behandelten Ort. Falls du dabei helfen möchtest, erklärt die Anleitung , wie das geht. BW | |
| Mindener Straße 23 ·      | 7. März 2015   | Hier wohnte Edwin Frank Jg. 1879 deportiert 1942 ermordet in Auschwitz                                  | Bild gesucht Die Wikipedia wünscht sich an dieser Stelle ein Bild vom hier behandelten Ort. Falls du dabei helfen möchtest, erklärt die Anleitung , wie das geht. BW | |
| Mindener Straße 23 ·      | 7. März 2015   | Hier wohnte Herta Frank geb. Frank Jg. 1912 Flucht 1939 Uruguay                                         | Bild gesucht Die Wikipedia wünscht sich an dieser Stelle ein Bild vom hier behandelten Ort. Falls du dabei helfen möchtest, erklärt die Anleitung , wie das geht. BW | |
| Mindener Straße 23 ·      | 7. März 2015   | Hier wohnte Moritz Frank Jg. 1910 Umzug Hamburg gedemütigt / entrechtet Flucht in den Tod 1933          | Bild gesucht Die Wikipedia wünscht sich an dieser Stelle ein Bild vom hier behandelten Ort. Falls du dabei helfen möchtest, erklärt die Anleitung , wie das geht. BW | |
| Herforder Straße 44 ·     | 21. Dez. 2017  | Hier wohnte Johanna Frank Geb. Gans Jg. 1872 deportiert 1942 Theresienstadt 1944 Auschwitz ermordet     | | |
| Herforder Straße 44 ·     | 21. Dez. 2017  | Hier wohnte Paula Gans Jg. 1893 deportiert 1942 Ghetto Warschau ermordet                                | | |
| Herforder Straße 44 ·     | 21. Dez. 2017  | Hier wohnte Edith Ruth Frank Jg. 1912 Flucht 1939 England                                               | | |
| Herforder Straße 68 ·     | 21. Dez. 2017  | Hier wohnte Bertha Meyer Geb. Rosenberg Jg. 1879 Deportiert 1942 Theresienstadt 1944 Auschwitz ermordet | | |
| Herforder Straße 68 ·     | 21. Dez. 2017  | Hier wohnte Adolf Meyer Jg. 1905 Deportiert 1942 Theresienstadt 1944 Auschwitz                          | | |
| Portastraße 23 ·          | 13. Dez. 2019  | Hier wohnte Elfriede Bartz Geb. Cantor Jg. 1874 deportiert Auschitz Ermordet 1.2.1944                   | | |
| Kaiserstraße 5 ·          | 13. Dez. 2019  | Hier wohnte Berta Vorreuter Jg. 1870 deportiert 1942 Theresienstadt 1942 Treblinka ermordet             | | |
| Kaiserstraße 5 ·          | 13. Dez. 2019  | Hier wohnte Emma Vorreuter Jg. 1860 deportiert 1942 Theresienstadt 1942 Treblinka ermordet              | | |
| Bahnhofstraße 43 ·        | 13. Dez. 2019  | Hier wohnte Adolf Wolf Jg. 1876 deportiert 1942 Theresienstadt befreit                                  | | |
| Bahnhofstraße 43 ·        | 13. Dez. 2019  | Hier wohnte Thekla Wolf geb. Mandelbaum Jg. 1878 Deportiert 1942 Theresienstadt ermordet 8.6.1943       | | |
| Bahnhofstraße 43 ·        | 13. Dez. 2019  | Hier wohnte Wilhelm Wolf Jg. 1904 verhaftet 12.12.1938 Buchenwald entlassen 1938 Flucht 1939 USA        | | |
| Bahnhofstraße 43 ·        | 13. Dez. 2019  | Hier wohnte Liebmann Wolf Jg. 1872 deportiert 1942 Theresienstadt ermordet 10.5.1943                    | | |